# Lithophyllum brachiatum
Lithophyllum brachiatum (Heydrich) Foslie, 1929 é o nome botânico de uma espécie de algas vermelhas pluricelulares do gênero Lithophyllum, família Corallinaceae.
- São algas marinhas encontradas no México, Ilhas Revillagigedo, Panamá (Pacífico) e Colômbia (Atlântico).

## Sinonímia
- Lithophyllum lithophylloides f. brachiatum Heydrich, 1901